# Gare de Rotherhithe
Rotherhithe (en anglais : Rotherhithe railway station), est une gare ferroviaire établie sur l'East London line du réseau de trains de banlieue London Overground. Elle  est située sur la Brunel Road, à Rotherhithe dans le borough londonien de Southwark sur le territoire du Grand Londres.

## Situation ferroviaire
La gare de Rotherhithe est située sur la East London line, du réseau London Overground, entre les gares de Wapping et Canada Water station (en).

## Histoire
La première gare est mise en service le 19 août 1999 par la London Regional Transport (en). Entre 2006 et 2010, le trafic est interrompu sur la East London line. 
En 2010, le trafic reprend sur cette ligne désormais intégrée au réseau du London Overground.